# Norrsundet, Kristinestad
Norrsundet är ett sund i Finland. Det ligger i kommunen Kristinestad i landskapet Österbotten, i den sydvästra delen av landet, 290 km nordväst om huvudstaden Helsingfors.
Norrsundet löper mellan Rotklobben och Skränmåsgrund i väster samt Kumle och Marias klobbarna i öster. I söder övergår den i Sundet och i norr har den förbindelse med öppet hav söder om Ljusgrund.